# Upavīta

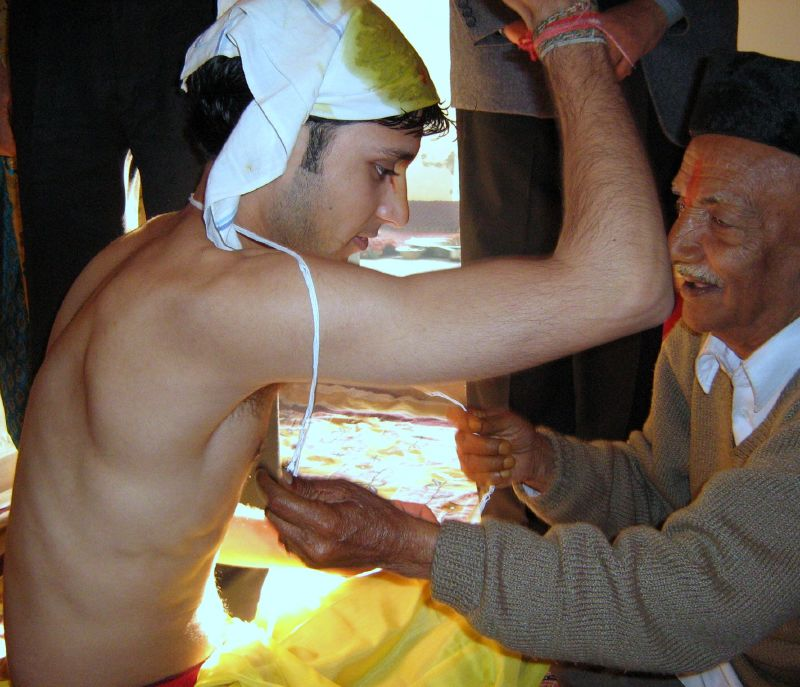
Una ceremonia de Upanayana en Nepal,2007

En el hinduismo, el upavīta o cordón sagrado es un hilo que pueden utilizar exclusivamente los varones de las tres castas superiores.

## Características y uso
La marca que indica que alguien ha pasado la ceremonia upanayana es el uso del yajñopavītam (cordón para sacrificios) sobre el cuerpo. El hilo forma un círculo de poco más de 40 cm de diámetro, y está atado sólo en la punta (sólo se permite un nudo). Normalmente se cuelga del hombro izquierdo (savya) y queda alrededor del cuerpo, cayendo debajo del brazo derecho. El lado inferior nunca debería quedar debajo de la cadera. La longitud del cordón equivale a 23 veces el ancho de cuatro dedos del usuario.
Cada uno de esos cuatro dedos representarían los 3 estados que experimenta el Jiva (alma individual):
- vigilia
- sueño
- sueño profundo (sin soñar)

## Rito de iniciación
Los bráhmanas, chatrías y vaishias se hacen llamar dwiyas (‘nacidos dos veces’). Un varón de estas castas nace una vez del vientre de su madre y otra vez durante la iniciación upanayanam, cuando el gurú le enseña al oído el mantra gáiatri y le entrega el yajñopavītam.
El yajñopavītam tiene tres hilos (en realidad un solo hilo, que da tres vueltas) atados los tres juntos, cada hilo consiste en tres filamentos y cada filamento representa a:
- Gáiatri (diosa de la mente),
- Saraswati (diosa del conocimiento)
- Savitrí (diosa de los actos).

Denotaría que aquel que usa un cordón sagrado debe ser puro en sus pensamientos, palabras y actos.
Esos tres filamentos también podrían representar la deuda que el brahmachari tiene hacia su gurú, sus padres y la sociedad.
El nudo representa a Dios, ya sea en su aspecto Brahman (como dios sin forma), o su aspecto como persona (Vishnú, Shivá, etc.). Los tres filamentos representarían la manifestación del Brahman impersonal como Srishti, Sthithi y Vinasa.

## En los textos antiguos
Los textos antiguos se refieren a tres tipos de usos del yajñopavītam:
- Upavītam o savya, en que el yajñopavītam se usa colgado del hombro izquierdo y bajo el brazo derecho. Se utiliza para la adoración a los dioses (según el Katyayana Shrauta Sutra).
- Nivītam, en que el yajñopavītam se usa colgado del cuello, por encima del pecho. Se utiliza para rishi tharpana, relaciones sexuales, defecación y micción (según el Shad Vimsha Brahmana, el Latyayana, etc.).
- Prachīnavītam o apsavya, en que el yajñopavītam se usa colgado del hombro derecho y bajo el brazo izquierdo. Se utiliza para la relación con los espíritus de los muertos; cuando los varones realizan las ceremonias mortuorias de un antepasado (según el Katyayana Shrauta Sutra, el Manusmriti, etc.).